# Ischnochiton keili
Ischnochiton keili är en blötdjursart som beskrevs av Plate 1899. Ischnochiton keili ingår i släktet Ischnochiton och familjen Ischnochitonidae. Inga underarter finns listade i Catalogue of Life.